# جين بنسون
جين بنسون (بالإنجليزية: Gene Benson)‏ هو لاعب كرة قاعدة أمريكي، ولد في 2 أكتوبر 1913 في بيتسبرغ في الولايات المتحدة، وتوفي في 6 أبريل 1999 في فيلادلفيا في الولايات المتحدة.